# Marcellus Boss
Marcellus Graeme Boss (* 21. Januar 1901; † 21. März 1967) war ein US-amerikanischer Politiker. In den Jahren 1959 und 1960 war er kommissarischer Gouverneur von Guam.

## Werdegang
Weder der Geburts- noch der Sterbeort von Marcellus Boss sind überliefert. Nach einem Jurastudium und seiner Zulassung als Rechtsanwalt begann er in Columbus (Kansas) für 30 Jahre in diesem Beruf zu arbeiten. Er war auch juristischer Vertreter der Stadt Kiowa, bei der er zwischenzeitlich als City Clerk angestellt war. Gleichzeitig schlug er als Mitglied der Republikanischen Partei eine politische Laufbahn ein. Zwischen 1945 und 1949 war er Abgeordneter im Repräsentantenhaus von Kansas.
Im Jahr 1957 wurde Boss von Präsident Dwight D. Eisenhower zum Secretary of State für das US-Außengebiet Guam ernannt. Dieses Amt beinhaltete auch die Stellvertretung des Gouverneurs. Dadurch musste er für die Zeit zwischen dem Ausscheiden von Gouverneur Richard Barrett Lowe und dem Amtsantritt des neuen Gouverneurs Joseph Flores (14. November 1959 bis 9. Juli 1960) das verwaiste Amt übernehmen.
Marcellus Boss starb am 21. März 1967 an einem Herzanfall und wurde in Columbus (Kansas) beigesetzt.